# Pilea entradana
Pilea entradana är en nässelväxtart som beskrevs av Philipson. Pilea entradana ingår i släktet pileor, och familjen nässelväxter. Inga underarter finns listade i Catalogue of Life.